# Андські цивілізації
Андські цивілізації були складними південноамериканськими суспільствами, що складалися з багатьох корінних народів. Вони простяглися вздовж хребта Анд на 4000 км від півдня Колумбії до Еквадору і Перу, включаючи пустелі прибережного Перу, на північ Чилі та північний захід Аргентини. Археологи вважають, що андські цивілізації вперше розвинулися на вузькій прибережній рівнині Тихого океану. Цивілізація Норте-Чико на території Перу є найстарішою відомою цивілізацією в Америці — вона бере свій початок з 3200 р. до н. е..
Попри серйозні екологічні виклики, андські цивілізації одомашнили широкий спектр культур, деякі з яких набули світового значення. Андські цивілізації також заслуговують уваги через монументальну архітектуру, текстильне ткацтво та багато унікальних особливостей створених ними суспільств.
Менш ніж за століття до приходу іспанських завойовників, інки, що вже облаштувались в Перу, об'єднали більшість Андських культур в єдину державу, яка охоплювала все те, що зазвичай називають Андською цивілізацією. Муїска Колумбії й Тімото-Куїкас Венесуели залишилися поза за межами впливу Інків.

## Унікальність

Кіпу

Андійська цивілізація була однією з п'яти цивілізацій у світі, які вчені вважають «незайманими», тобто корінними, а не похідними від інших цивілізацій. Через свою ізоляцію від інших цивілізацій, корінні народи Анд були вимушені придумати власні, часто унікальні рішення екологічних та соціальних проблем.
Андській цивілізації не вистачало декількох ознак, що відрізняють її від незайманих цивілізацій у Старому Світі та від мезоамериканських культур. По-перше, і, мабуть, найважливіше, андські цивілізації не мали письмової мови. Замість цього, щоб передати інформацію, їхні суспільства використовували систему кіпу, систему вузлових і кольорових мотузок. Мало кіпу вціліло, і вони ніколи не були повністю розшифровані. Вчені сперечаються, чи можна було записувати лише чисельні дані за допомогою кіпу або ж вони використовувалися для наративного спілкування, справжньої системи письма. Використання кіпу сягає принаймні імперії Варі (600—1000 рр. н. е.), а можливо, набагато раніше — перуанської цивілізації Норте-Чико третього тисячоліття до нашої ери.
Андським цивілізаціям також не вистачало колісних транспортних засобів і тягових тварин. Люди на землях, які подорожували тільки пішки, а перевезення вантажів здійснювали тільки люди або лами, тварини, які могли перевозити вантаж до однієї чверті своєї ваги, максимум 45 кг. Лами не були великими або досить сильними, щоб використовувати для оранки або як верхові тварини для дорослих. 
Щобільше, андські цивілізації зіткнулися з серйозними екологічними проблемами. Найбільш ранні цивілізації знаходилися на гіперпосушливих пустельних берегах Перу. Сільське господарство було можливим лише при зрошенні в долинах, що перетинаються річками з високих Анд, а також в декількох туманних оазах, які називаються ломами. У Андах сільське господарство обмежувалося тонкими ґрунтами, холодним кліматом, незначними або сезонними опадами, а також дефіцитом плоскої землі. Температури нижче нуля можуть виникати кожного місяця року на висотах понад 3000 м над рівнем моря, які є батьківщиною багатьох високогірських андських цивілізацій.
Нарешті, андські цивілізації не мали грошей. Мідні гроші у вигляді сокири (також називані «найпами») і черепашки Spondylus функціонували як засоби грошового обміну в деяких районах, особливо в прибережному Еквадорі, але більшість областей Анди були організовані за принципом взаємності та перерозподілу, а не грошей і ринків. Ці особливості були особливо помітні під час імперії інків, але виникли набагато раніше.

## Сільське господарство

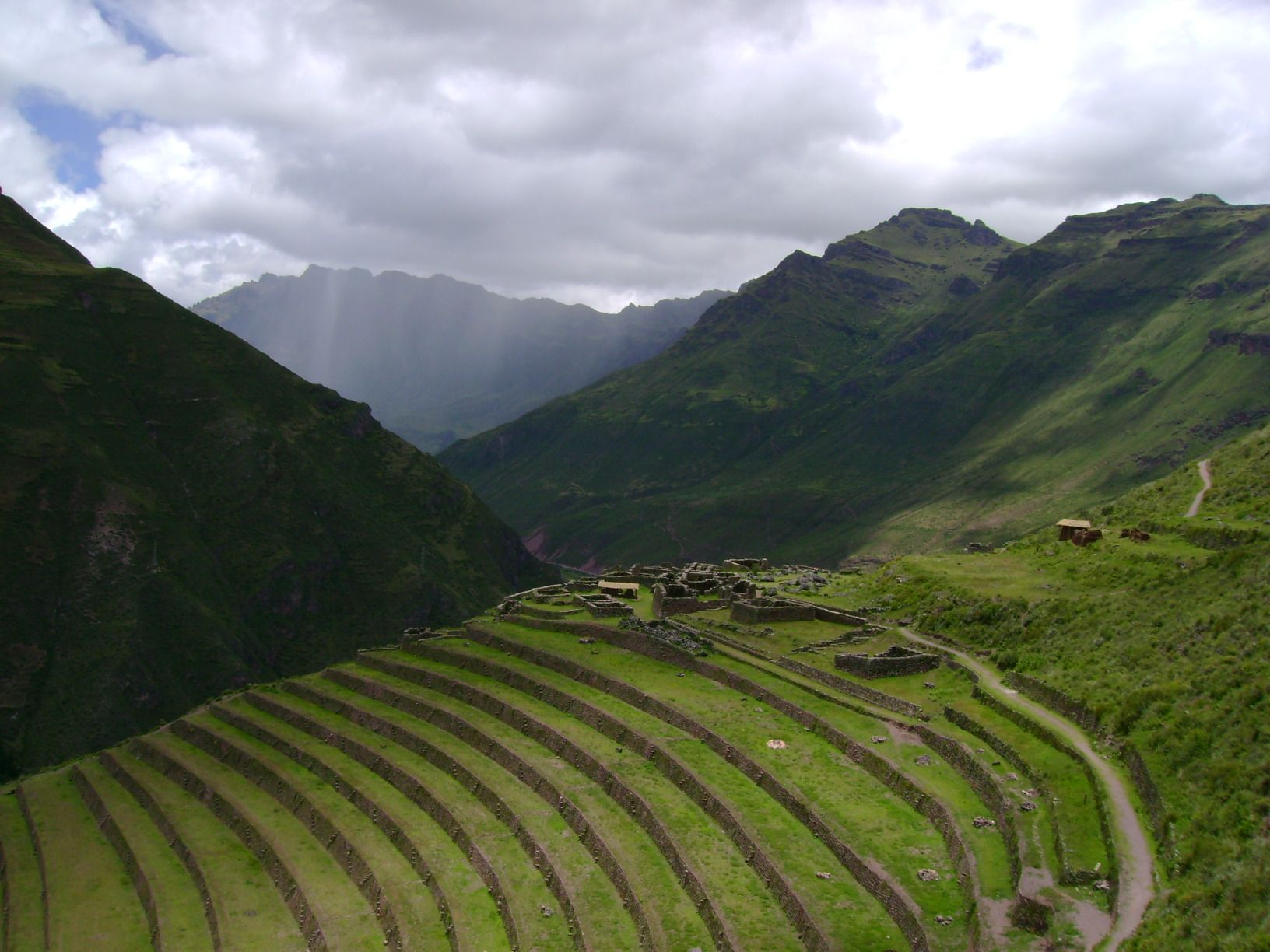
Сільськогосподарські тераси (андени), які використовувались для сільського господарства в Андах, будувались в багатьох районах

Сільське господарство в Південній Америці, можливо, почалося в прибережному Еквадорі з одомашненням гарбуза близько 8000 до н. е. культурою Лас-Вегас.
Деякі вчені вважають, що найдавніші цивілізації на перуанському узбережжі спочатку більше залежали від морських ресурсів, ніж сільського господарства, в період становлення їхніх суспільств. Однак, як і в усіх цивілізаціях до кінця 19 століття, сільське господарство було головним заняттям переважної більшості людей. Найбільший внесок андської цивілізації в сучасний світ мали рослини, які її носії одомашнили. Культури, яку вирощували андці, часто були унікальними для регіону. Кукурудза, яка знайшла свій шлях до Анд з Мексики, часто була найважливішою культурою на нижчих і середніх висотах. Андці вирощували приблизно 70 різних рослин, майже стільки ж, скільки вирощували в Європі та Азії. Багато з цих рослин більше не культивуються, або є незначними культурами, але важливі рослини, які були одомашнені в або біля Анд, включають картоплю, кіноа, помідори, перець чилі, бавовну, коку, тютюн, ананаси, арахіс і кілька сортів бобів. Тваринами, прирученими в Андах, були лами і морські свинки.
Виклики навколишнього середовища вимагали складних сільськогосподарських технологій. На відміну від Середнього Сходу, Анди не мали рослин, які легко стають культурними та мають велике насіння, таких як пшениця і ячмінь, а також великих і легко одомашнюваних тварин, таких як коні і свійська худоба. Сільське господарство на пустельному узбережжі потребувало розвитку зрошення. У горах клімат і крутий рельєф вимагали цілого ряду технологічних рішень, таких як тераси (андени), експлуатації мікроклімату і селекції. Внаслідок кліматичних невизначеностей фермери традиційно вирощували кілька культур на декількох висотах і орієнтуванні за напрямком світу. На макрорівні суспільства і держави робили те ж саме з вертикальним архіпелагом, засновуючи колонії на різних висотах і місцях, щоб збільшити шанси успішного сільського господарства. 

## Археологічні культури

### Караль

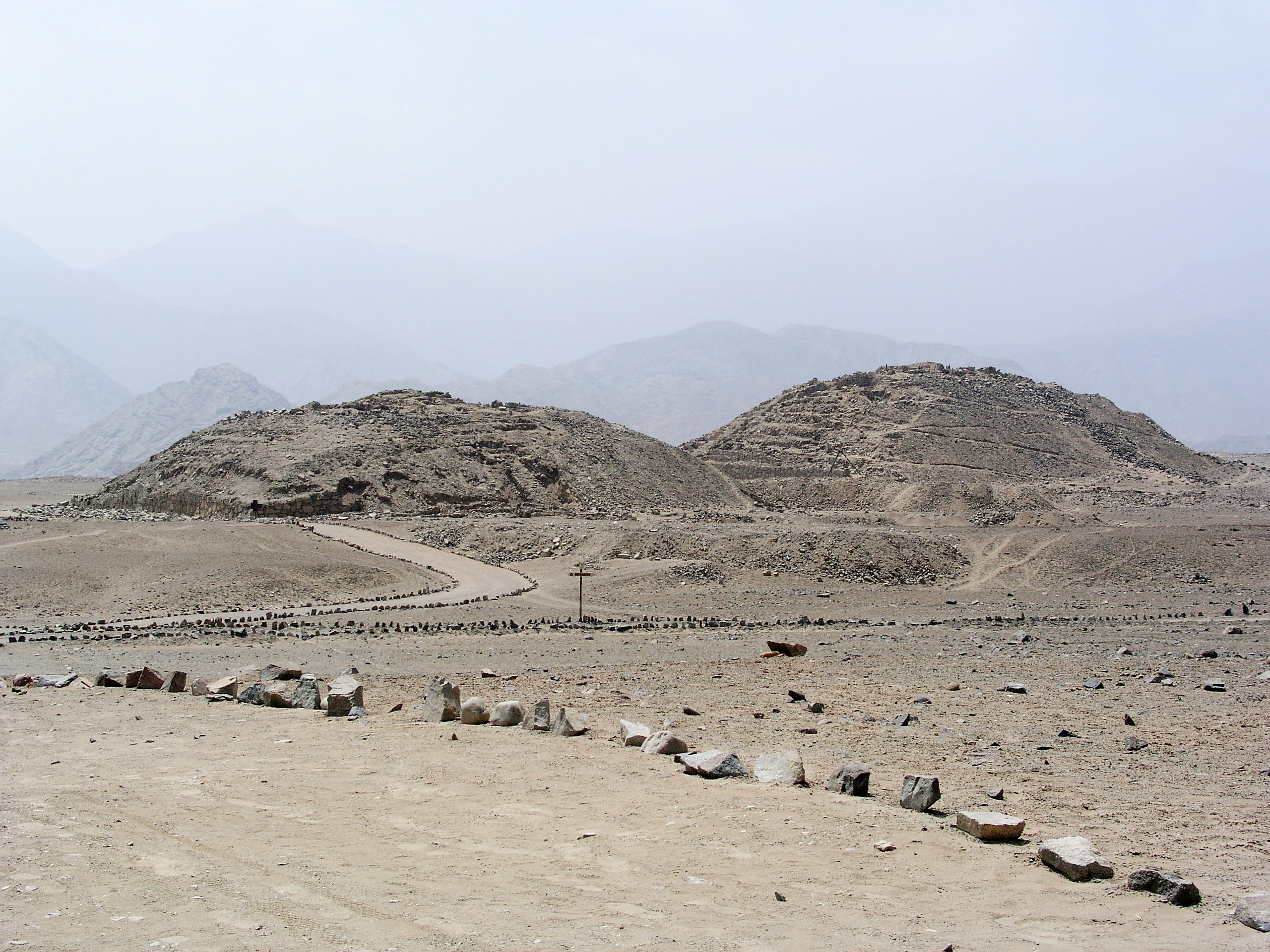
Піраміди Караля в посушливій долині Супе, приблизно у 20 км від Тихоокеанського узбережжя

Цивілізація Норте-Чико (інша назва Караль) була складним доколумбовим суспільством, яке включало до 30 основних населених пунктів у нинішньому регіоні північно-центрального прибережного Перу. Це найдавніша відома цивілізація в Америці і одна з колисок цивілізації, де цивілізація окремо виникла в античному світі. Вона процвітала у 30—18 століттями до н. е. Альтернативна назва, Караль-Супе, походить від Священного міста Караль в долині Супе, великої і добре вивченої археологічної ділянки Норте-Чико. Складне суспільство Норте-Чико виникло через тисячоліття Шумеру в Месопотамії, було сучасником єгипетських пірамід, і передувало мезоамериканському ольмеку майже на два тисячоліття.

### Вальдивія

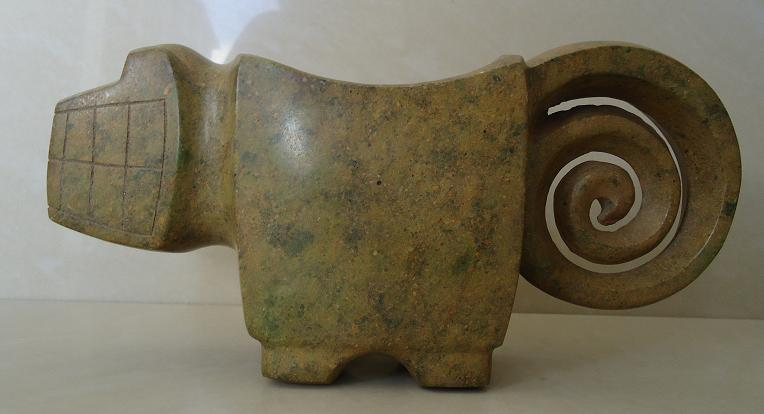
Ступка-ягуар, культура Вальдивія, Південне узбережжя

Культура Вальдивія є однією з найдавніших відомих осідлих культур в Америці. Вона виникла з більш ранньої культури Лас-Вегас і процвітала на півострові Санта Єлена поблизу сучасного міста Вальдивія, Еквадор, між 3500 р. до н.е і 1800 р. до н. е.

### Чавін

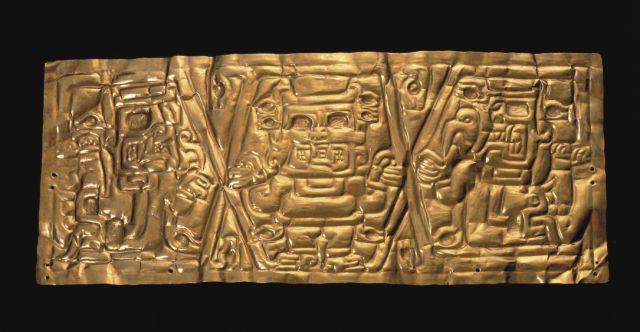
Золота корона Чавін, Епоха формування. 1200—300 до н. е. (Музей Колекції Ларко, Ліма)

Культура Чавін в Перу вважається в першу чергу релігійним рухом. Культура, імовірно, почалася в нагір'ях Анд, а потім поширилася по всій країні. Культура Чавін має дуже відмінні художні стилі, особливо горщики із зображеннями, деякі з яких мали котячі форми. Чавін де Уантар був важливим ритуальним центром культури Чавін і датується близько 1500 року до н.е..

### Наска

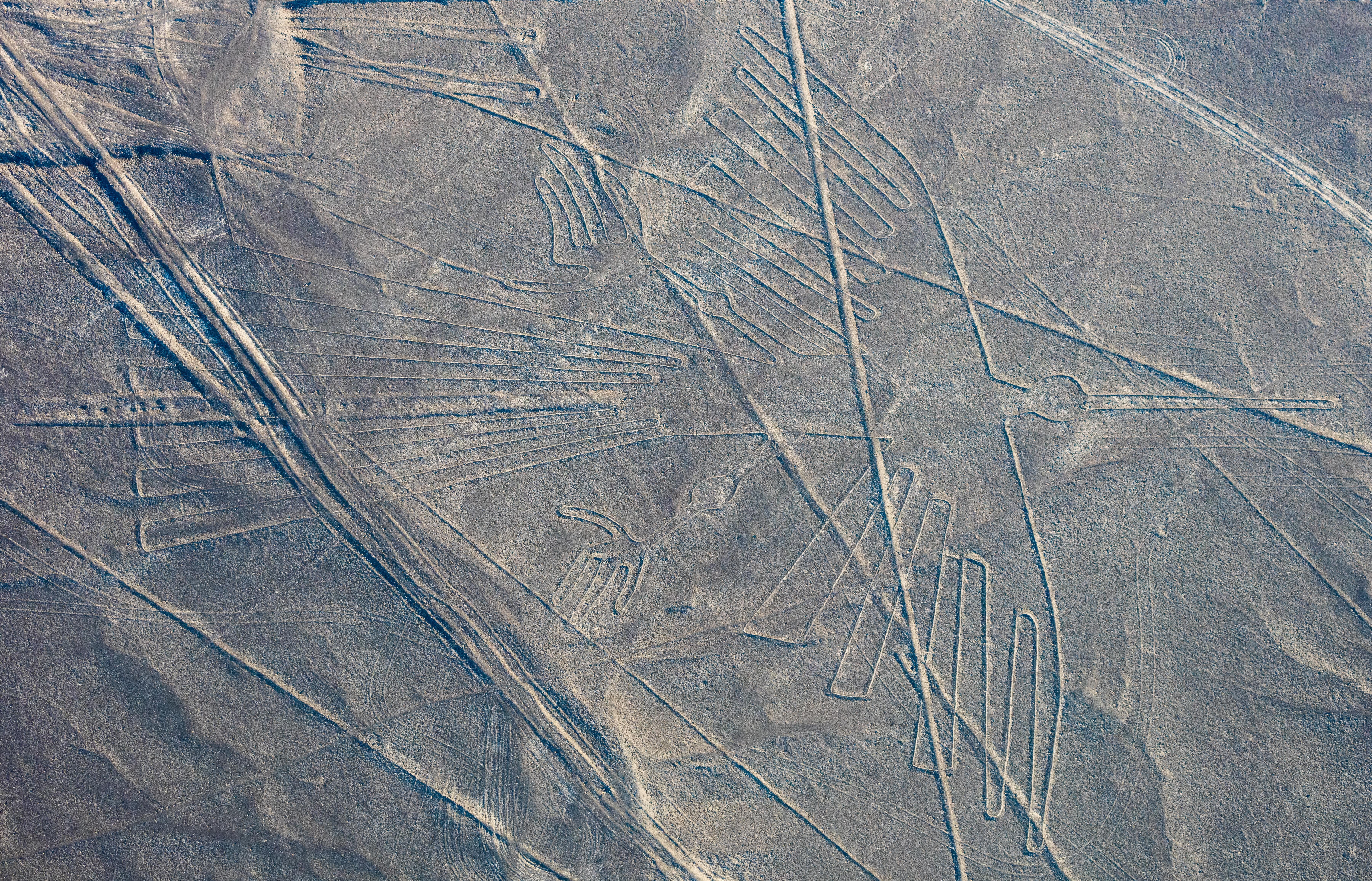
Кондор, геогліфи Наски, створені культурою Наска

Культура Наска була археологічною культурою, яка процвітала з 100 до 800 р. н. е. біля сухих південних берегів Перу в долинах річок басейну річки Ріо-Гранде-де-Наска і долині Іка (Silverman і Proulx, 2002). Перебуваючи під сильним впливом попередньої культури Паракас, яка була відома надзвичайно складним текстилем, культура Наска створила цілий ряд красивих ремесел і технологій, таких як кераміка, текстиль і геогліфи (широко відомі як лінії Наска). Вони також побудували вражаючу систему підземних водоводів, відомих як пукійос (puquios), які все ще функціонують сьогодні. Провінція Наска в регіоні Іка була названа на честь цього народу.

### Моче

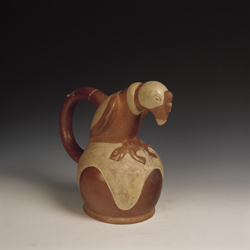
Культура Моче є всесвітньо відомою своєю керамікою, на фото — Кондор приблизно 300 р. н. е.

Цивілізація Моче (або культура Мочіка, ранній Чиму, Дочиму, Прото-Чиму і т. д.) процвітала в північній частині Перу приблизно від 100 до 800 р. н. е. під час Епохи регіонального розвитку. Хоча це є предметом деяких дебатів, багато вчених стверджують, що Моче не були політично організовані як монолітна імперія чи держава. Швидше за все, вони, ймовірно, були групою автономних державних утворень, які розділяли спільну культуру еліт, як це можна бачити в багатій іконографії та монументальній архітектурі, яка збереглася до нашого часу. Вони особливо відомі своєю майстерно намальованою керамікою, виробами з золота, монументальними спорудами (Уака) і іригаційними системами. Історію Моче можна розділити на три періоди — виникнення культури Моче в ранньому Моче (100—300 р.н. е.), її розширення і зростання під час Середнього Моче (300—600 р.н. е.), вирокремлення міст і подальший крах в Пізньому Моче. (500—750 р.н. е.).

### Чачапоя

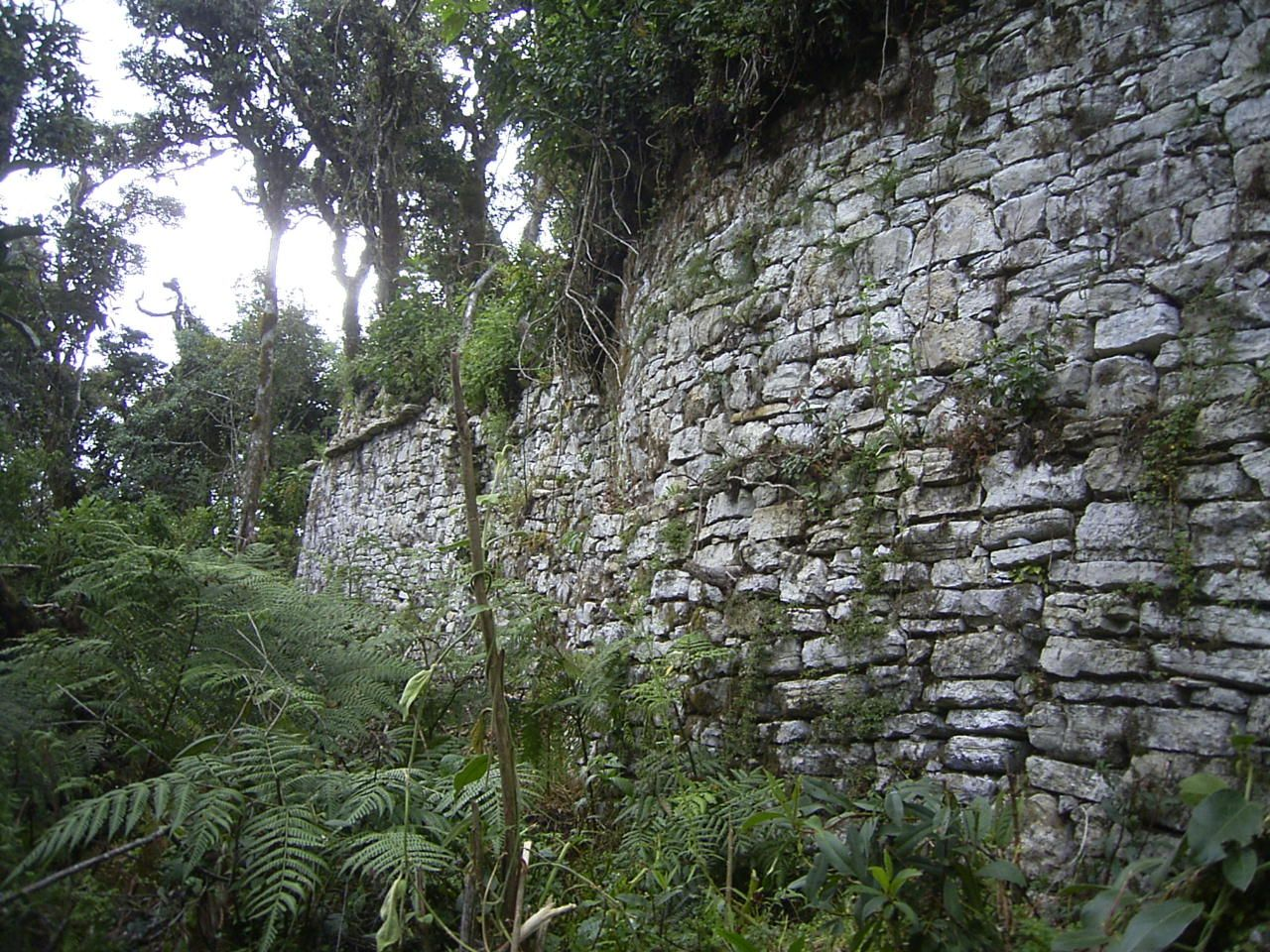
Стіни фортеці Солоко, Чачапоя, Перу

Чачапоя, або «люди хмар», були андською цивілізацією, що мешкала у хмарних лісах регіону Амазонас сучасного північного Перу. Інки завоювали Чачапоя незадовго до приходу іспанців у Перу. Найбільш ранні тверді докази їх існування сягають близько 700 р.н. е., хоча можливо, що вони побудували поселення під назвою Гран Паятен, де деякі кераміки були датовані до 200 р. до н. е. Найбільшою відкритою ділянкою Чачапоя є Куелап. Також було виявлено ряд муміфікованих поховань.

### Уарі

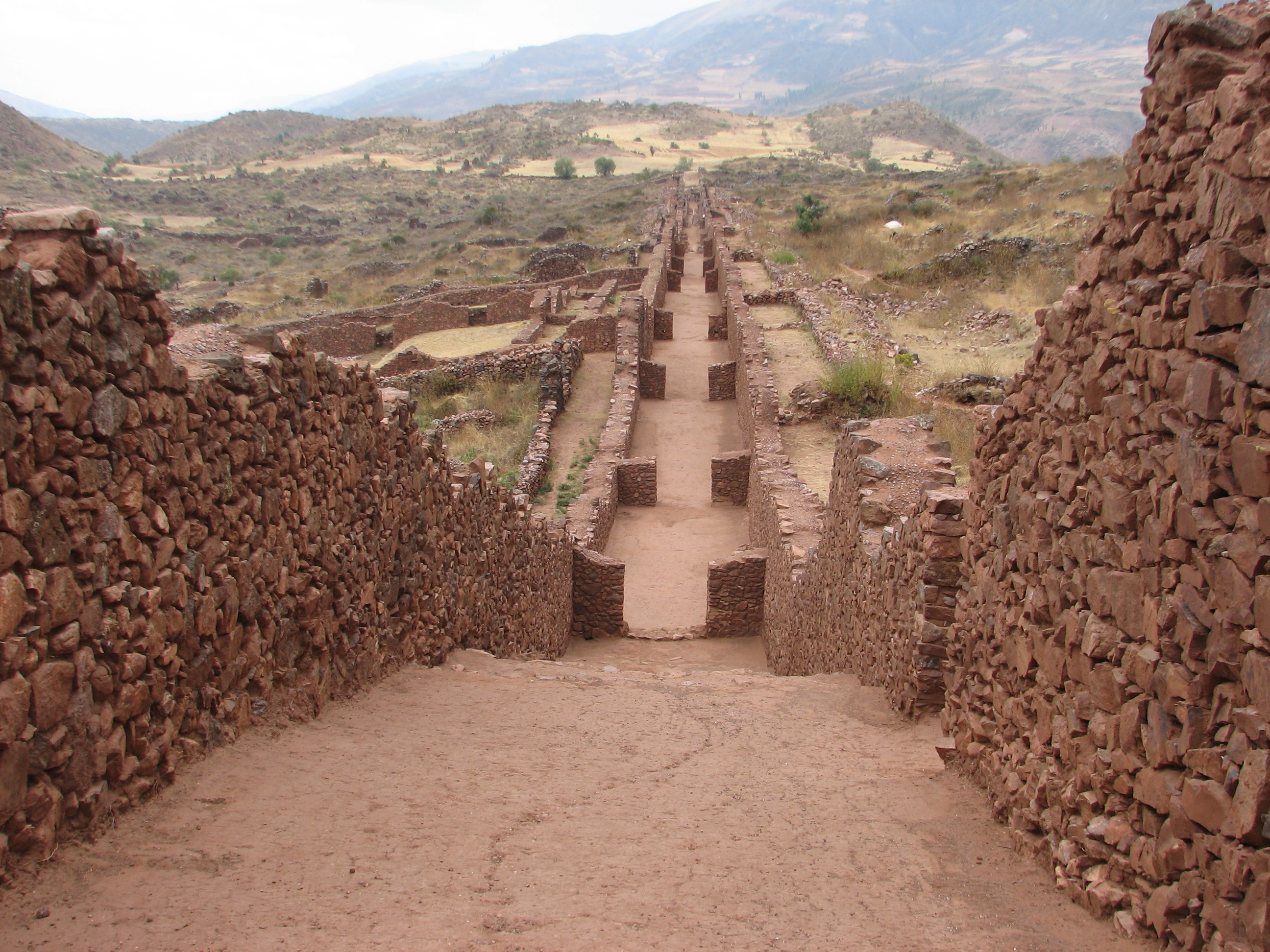
Пікіякта, адміністративний центр, побудований цивілізацією Уарі в Куско

Уарі (ісп. Huari) були цивілізацією Середнього горизонту, яка процвітала в південно-центральних Андах і прибережній зоні Перу приблизно з 500 до 1000 років н. е.. Уарі, як називалася колишня столиця, знаходиться 11 км на північний схід від міста Аякучо, Перу. Це місто було центром цивілізації, яка охоплювала більшу частину високогір'я й узбережжя Перу. Найбільш збереженими залишками, поруч із руїнами Уарі, є нещодавно відкриті руїни Північного Варі поблизу міста Чиклайо і Серро Баул в Мокеґуа. Також відомі руїни Уарі Пікіякта («Блошине місто»), що знаходиться недалеко на південний схід від Куско на шляху до озера Тітікака.

### Тіуанако

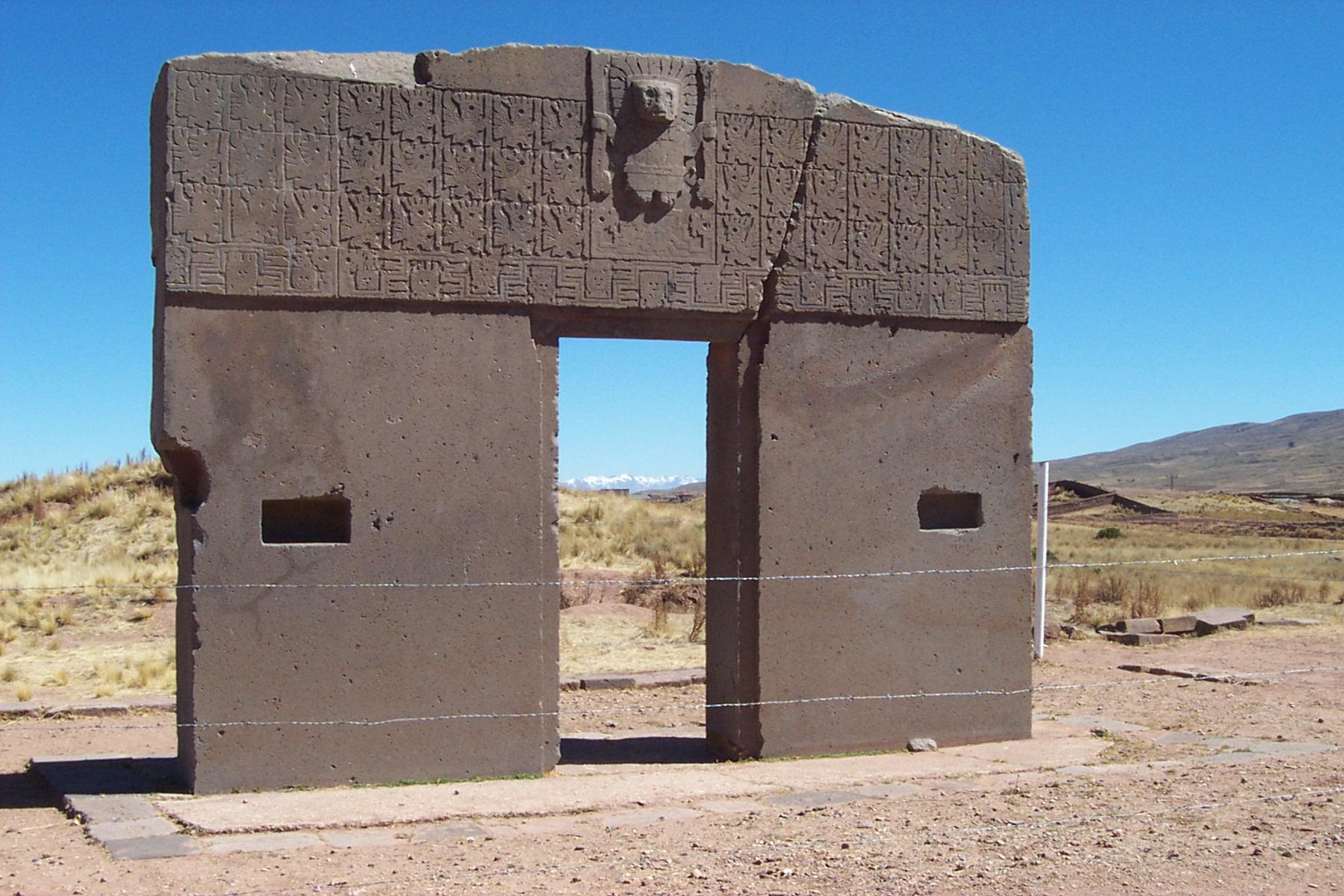
«Ворота Сонця», побудовані культурою Тіуанако

Тіуанако є важливим доколумбовим археологічним об'єктом у західній частині Болівії, Південна Америка. Тіуанако визнаний дослідниками андських цивілізацій одним з найважливіших попередників імперії інків, що процвітав як ритуальна та адміністративна столиця великої державної влади протягом приблизно п'ятисот років. Руїни стародавнього міста знаходяться поблизу південно-східного берега озера Тітікака в департаменті Ла-Пас, провінції Інгаві, муніципалітету Тіуанако, близько 72 км на захід від Ла-Пас. Існування руїн було вперше згадано в письмовій історії іспанським конкістадором і самозваним «першим літописцем Індій» Педро де Сьєса де Леоном. Леон наткнувся на залишки Тіуанако 1549 року під час пошуку столиці інків Кольасую. Деякі вчені висунули гіпотезу, що сучасне ім'я Тіуанако пов'язане з аймарським терміном taypiqala, що означає «камінь у центрі», натякаючи на віру в те, що воно лежить у центрі світу. Однак назва, за якою Тіуанако була відома її мешканцям, може бути втрачена, оскільки народ Тіуанако не мав письмової мови.

## Історичні культури

### Чиму

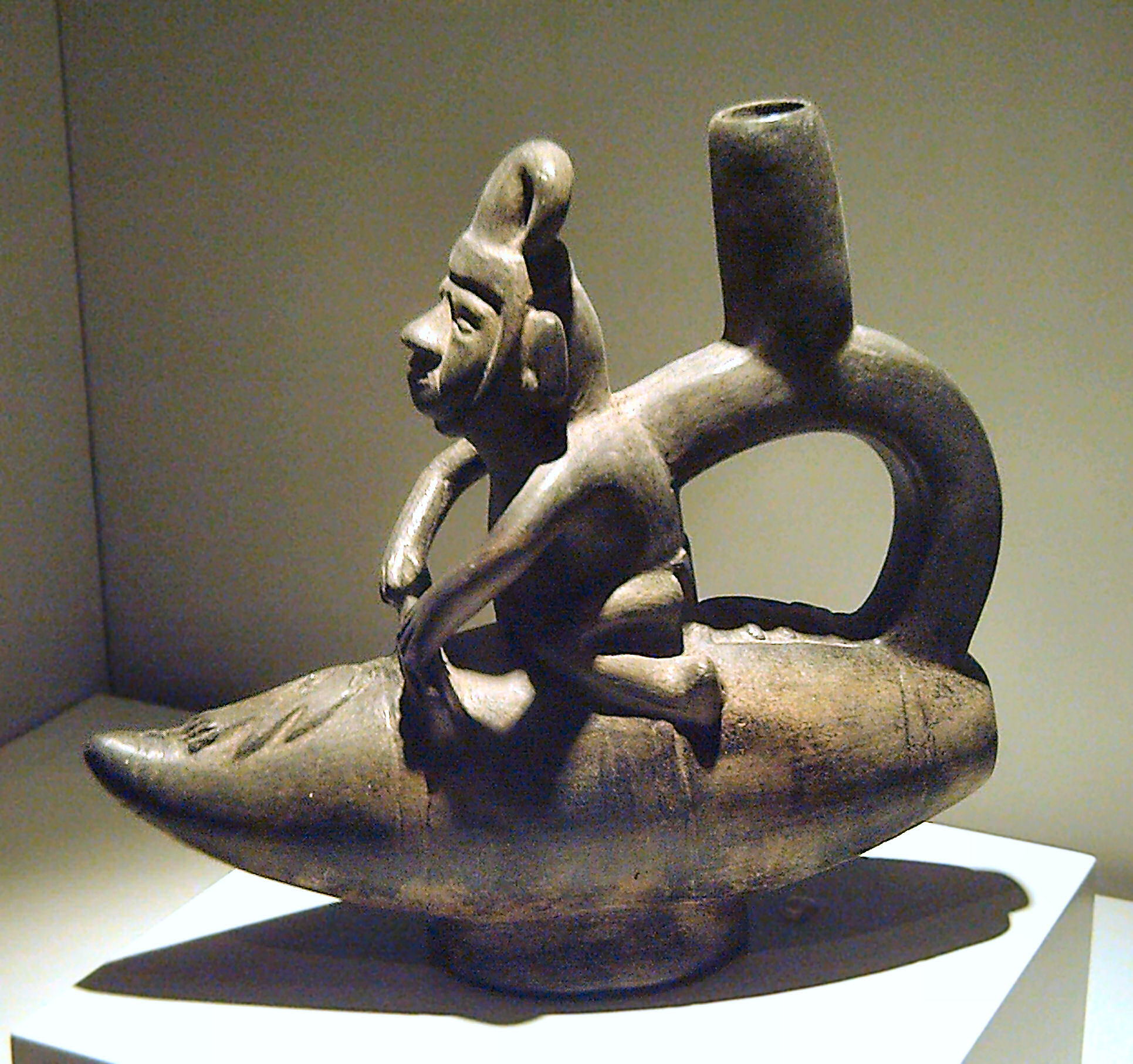
Керамічна посудина культури чиму

Чиму були жителями Чимору, з його столицею Чан-Чан, великим містом, збудованому з цегли-сирця, в долині Моче сучасного Трухільйо (Перу). Культура виникла близько 900 р.н. е.
Правитель інків Тупак Юпанкі керував кампанією, яка завоювала Чиму близько 1470 р.н. е.. Це було всього за п'ятдесят років до приходу іспанців у регіон. Отже, іспанські літописці змогли записати звіти про культуру Чиму від осіб, які жили до завоювання інків. Схоже, археологічні дані свідчать про те, що Чимор виросло з залишків культури Моче; ранні глиняні вироби Чиму мали деяку схожість з керамікою Моче. Всі їхня відома кераміка була черненою, а їхні вироби з дорогоцінних металів дуже деталізовані та складні.

### Імперія інків

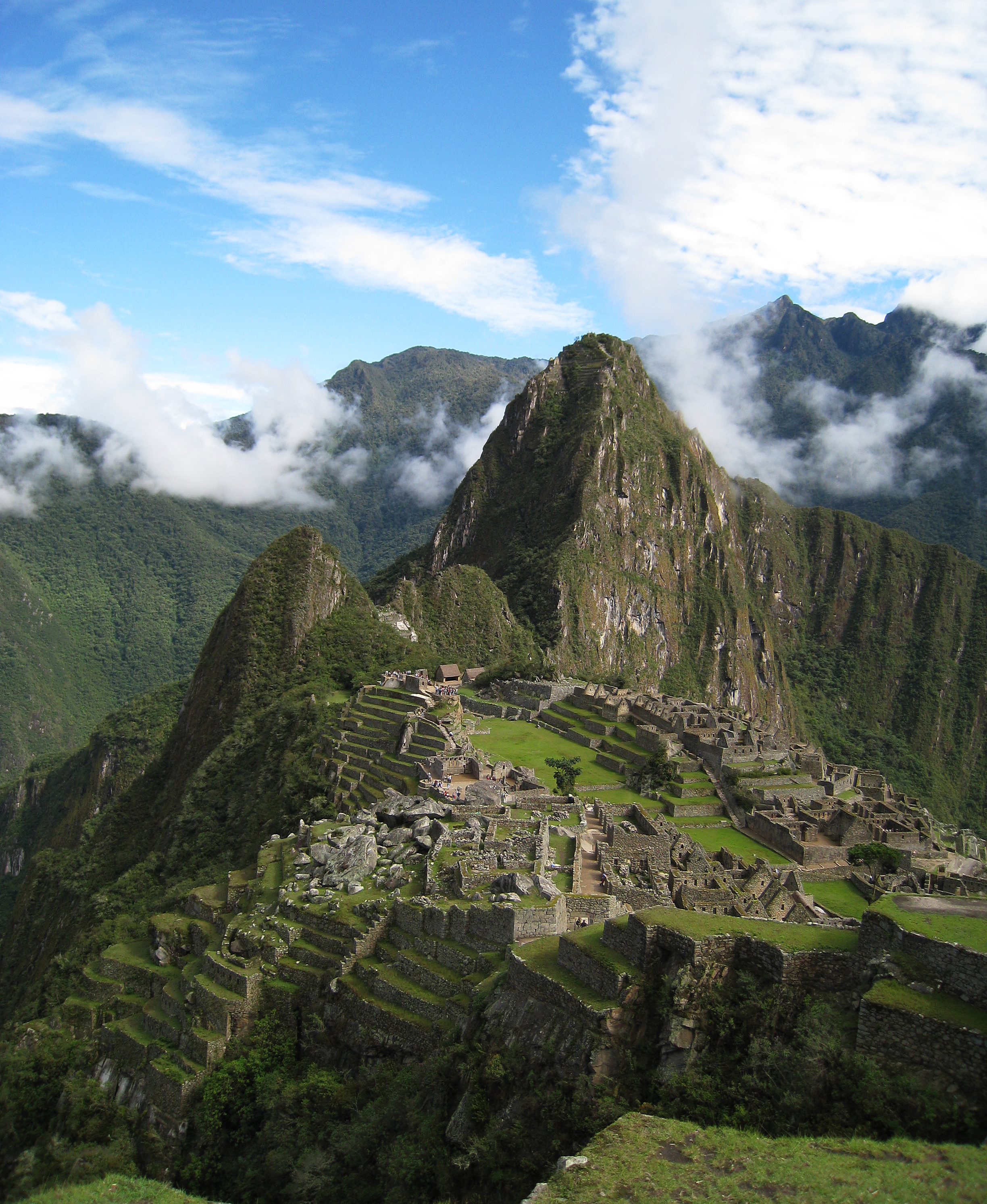
Вид на Мачу-Пікчу, побудований інками.

Імперія інків (кечуа: Tawantinsuyu), була найбільшою імперією в доколумбовій Америці. Адміністративний, політичний і військовий центр імперії розташовувався в Куско, Перу. Цивілізація інків виникла з перуанського високогір'я колись на початку 13 століття, а остання фортеця інків була завойована іспанцями 1572 р. З 1438 по 1533 р. інки використовували різноманітні методи, від завоювання до мирної асиміляції, для включення великої частини західної Південної Америки, зосередженої на гірських хребтах Анд, включаючи Перу, південно-західний Еквадор, західну і південну центральну Болівію, північний захід Аргентина, північне Чилі і невелику частину південно-західної Колумбії, в державу, порівнянну з історичними імперіями Старого Світу.

### Муїска

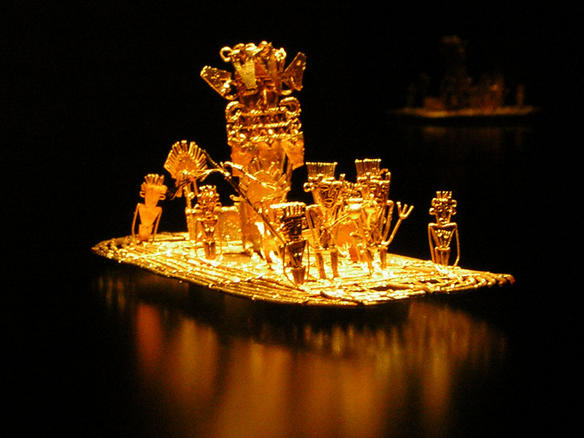
La balsa Muisca (Пліт Муїска), доколумбова золота скульптура, що зображує приношення Муїска дарів золота в озеро Гуатавіта

Муїска був народом, який розмовляв мовою чибча і утворили Конфедерацію Муїска в центральних гірських районах сучасної Колумбії. Їх зустріли війська Гонсало Хіменеса де Кесада в ім'я Іспанської імперії під час завоювання навесні 1537 року. Муїска складалася з двох конфедерацій: Хунза (сучасна Тунха) розташовувалася в північній частині, сувереном якої був зак; і Баката — південний район, сувереном якого був зіпа. Обидві конфедерації розташовувалися у високогір'ї сучасних Кундінамарки та Бояки (альтіплано Кундібоякенсе) у центральній частині Східних хребтів Колумбії.

### Тімото-Куїка

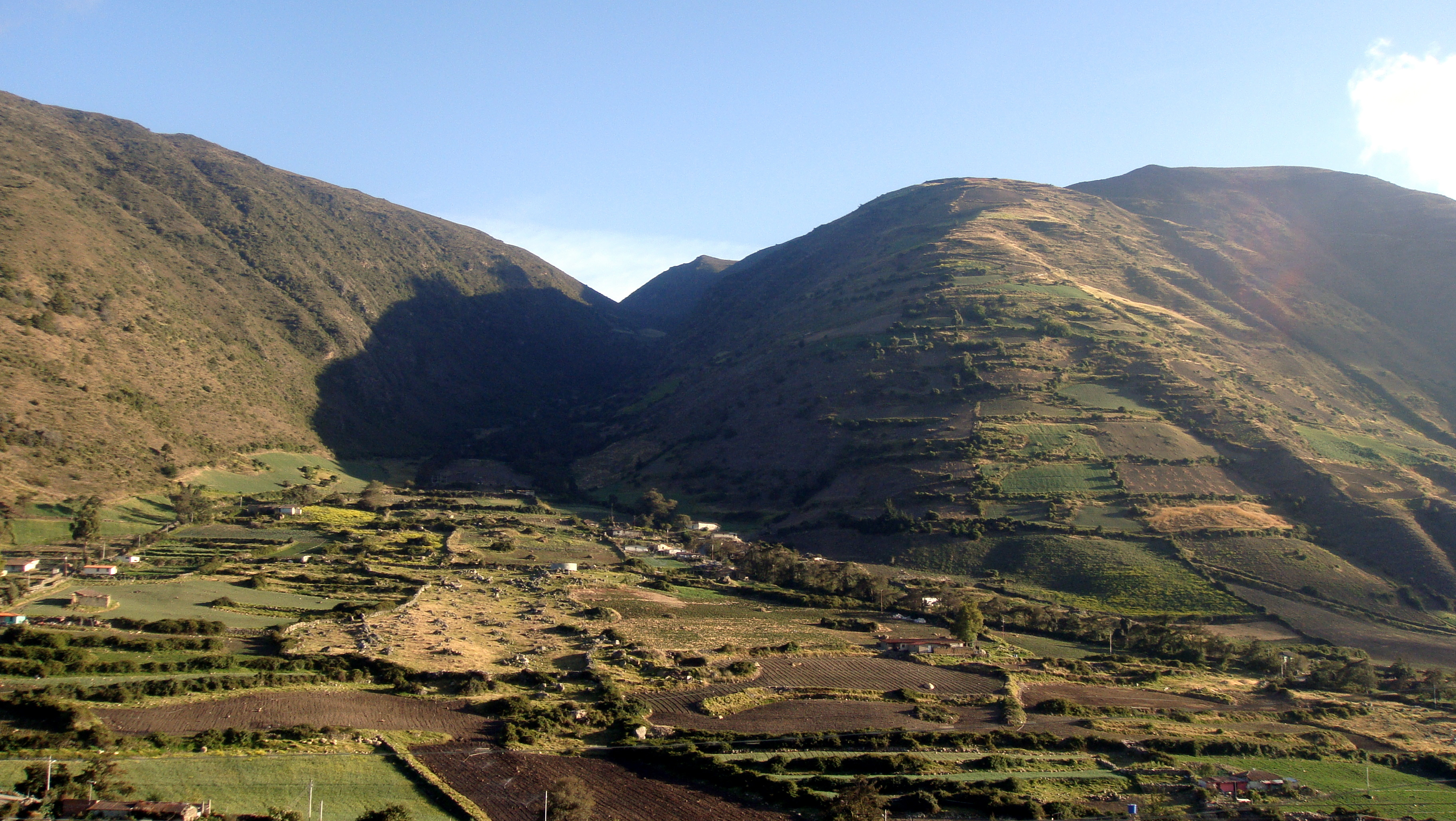
Територія Тімото-Куїка, в сучасній Мериді, Венесуела.

Народність Тімото-Куїка складалась в основному з двох племен, Тімото і Куїка, які мешкали в Андському регіоні Західної Венесуели. Вони були тісно пов'язані з людьми Муїска з Анд, які говорили мовою чибча. Тімото-Куїкас складались не тільки з племен Тімото і Куїка, а й з Мукучі, Мігурі, Табаре і Мукуньюків. Суспільство Тімото-Куїка було складним, зі спланованими постійними селами, оточеними зрошуваними, терасовими полями. Їхні будинки були зроблені переважно з каменю і дерева з солом'яними дахами. Вони були здебільшого мирними та залежали від вирощування сільськогосподарських культур. Регіональні культури включали картоплю і ульюко. Вони залишили після себе твори мистецтва, зокрема антропоморфну кераміку, але не мали великих археологічних пам'яток. Вони плели рослинні волокна, щоб ткати текстиль і циновки для житла. Тімото-Куїка приписують винахід арепи, основної страви венесуельської та колумбійської кухні.